# ソウゲンライチョウ
ソウゲンライチョウ (草原雷鳥、Tympanuchus cupido)は、キジ目ライチョウ科に分類される鳥類の一種。
かつては北アメリカのプレーリーに数多く生息していたが、生息地の破壊のため、大部分で非常に希少になったか、または絶滅した。
少数の個体数の存続を持続可能なものにするための保護対策が進行中である。
ブーミング (booming) と呼ばれる求愛の儀式でよく知られている。

## 分布
アメリカ （固有種）

## 形態
全長41-46センチメートル、体重775-1,000グラム。ずんぐりとした体型。
短い尾は先端が丸く、暗い色をしている。
オスは、目の上にとさかのようなオレンジ色の羽毛が生えている。
また、頸の両側に暗い色の長い羽があり、立ち上がっているか、または首に沿っている。
さらに、同じくオレンジ色の丸い毛の生えていない気嚢を持ち、これを求愛行動の際に大きく膨らませる。
メスは、他の多くの鳥類の種のように、オスよりも頭の羽は短く、オスのように大きな鶏冠や気嚢は持たない。

## 生態
手付かずのプレーリーを好み、もともとはトールグラス・プレーリー（長草草原）に生息する。
プレーリーと混合された農地にも耐えられるが、農地にはほとんど見られない。
渡りは行わない。
主に種子や果実を食べるが、夏の間は昆虫や緑の植物も食べる。
かつてはオークサバンナとトールグラス・プレーリーの生態系の広範囲に生息していた。

### 繁殖

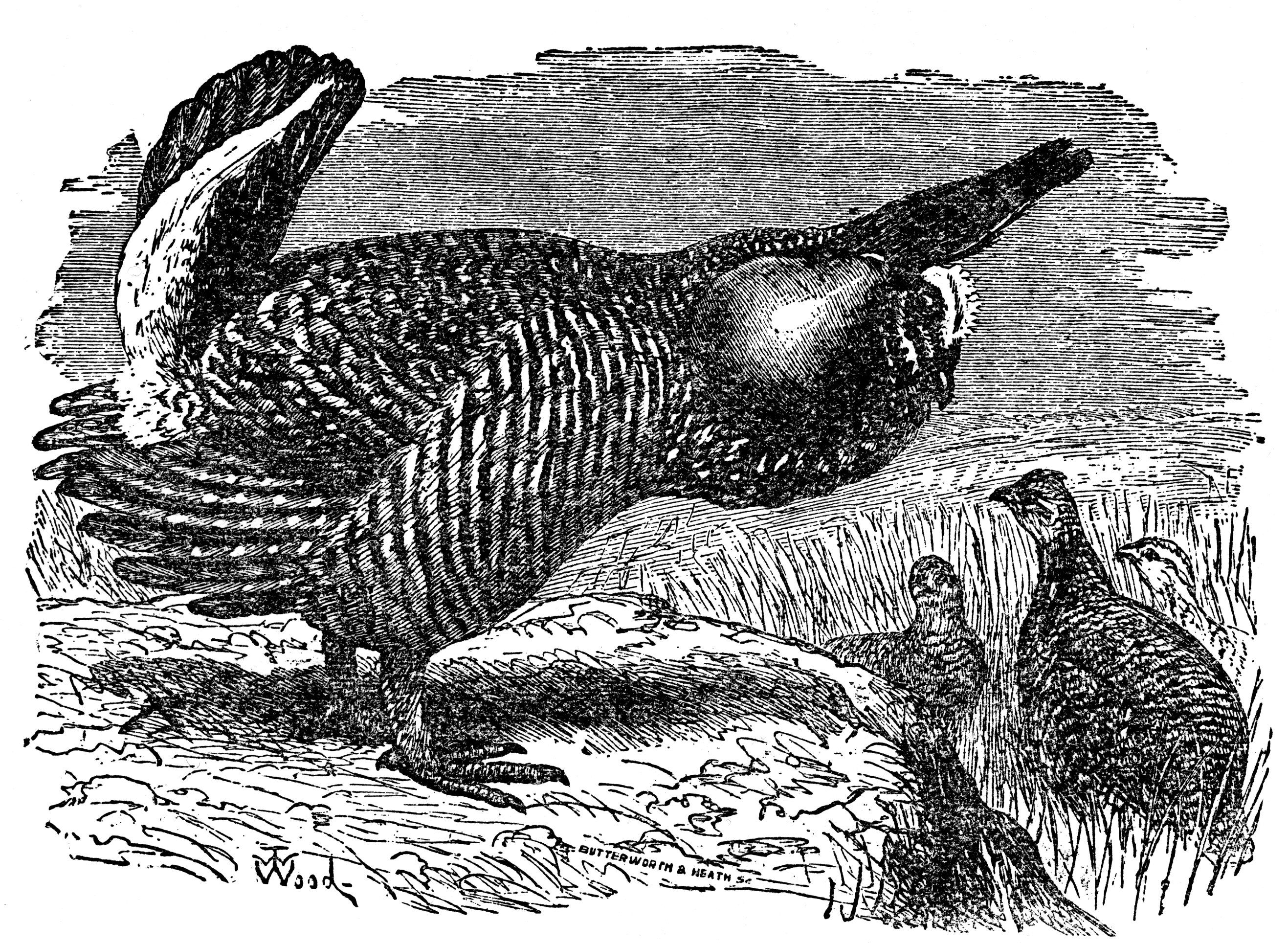
T. W. Wood作（1874年）、チャールズ・ダーウィン『人間の進化と性淘汰』第2版のために描かれたソウゲンライチョウ

繁殖期は、3月下旬から4月に始まり、5月まで続く。
オスたちは、レック (Lek) と呼ばれる集団求愛場に集まって、ブーミング・グラウンドを作り、競う会う。
ブーミング・グラウンドとは、彼らがメスを惹きつけるためのディスプレイ（求愛や威嚇などの際、音や動作・姿勢などで誇示する行為）を行う場所のことで、
通常とても短い草が生えているか、または何も生えていない土地である。
オスは、2か月もの間この場に留まって、求愛のダンスを踊り、大きな鳴き声をあげ、オス同士で戦う。
求愛行動の際には、オスは頸の羽毛を逆立てて、オレンジ色の気嚢を膨らませる。
メスは、これらのディスプレイを見てオスを選択し、大部分の交尾は、1羽または2羽の優位のオスとの間で行われる。
個体数の少なさと生息地の分断から、しばしば近親交配を行うことによりひなの数および生存率の減少が問題になっている。
交尾の後、メスはブーミング・グラウンドから1マイルほど移動し、巣を作り始める。7-17個の卵を産み、抱卵期間は23-26日間。
雛は5-10羽が孵る。雛はメスに育てられ、1-4週で羽毛が生え揃い、10-12週で巣立ち、1年で性成熟する。
コウライキジとの競争が問題になっている。 
コウライキジは、卵をソウゲンライチョウの巣に産む。コウライキジの卵が先に孵化するため、ソウゲンライチョウは自分の雛が孵ったと思って巣穴を離れてしまう。
実際には、ソウゲンライチョウの卵は孵化せず、卵を抱く母が不在の雛は死んでしまう。

## 保護
狩猟と生息地の破壊により、1930年代にほとんど絶滅しかけた。現在は、保護されたプレーリーの小さな区画にだけ生息している。
現在の推定個体数は、459,000羽。
カナダの絶滅危惧種法は、2000年にカナダの地域(アルバータ州、サスカチュワン州、マニトバ州、オンタリオ州)において、本種を絶滅種としてリストに記載した。
この法律は、2009年11月にも絶滅の危機に瀕するカナダの野生生物の現状に関する委員会 (Committee on the Status of Endangered Wildlife in Canada) によって批准された。
かつて本種が繁栄していたアイオワ州とミズーリ州のような州では、総個体数はおよそ500羽にまで減少した。
ミズーリ州は、個体数が回復させようと、カンザス州から本種を移入する計画を開始し、その個体数は3,000羽にまで増加した。
ウィスコンシン州中央部では、狩猟が禁止されていた1954年の55,000羽から、およそ600羽にまで減少した。
原生プレーリーの大部分は農業と開発のために失われたが、今日、ウィスコンシン州政府天然資源省によって、30,000エーカー以上の土地が本種の生息地として保護されている。

### 脅威
雪が厚く積る厳しい冬の気候にも耐えることができるが、びしょ濡れになる春の雨は、雛にとって大きな脅威となる。
また、旱魃によって食料が失われ、雛の生存が難しくなる。
しかし最も大きな脅威は、人間による影響である。
原生プレーリーを農地へ転換することは、ソウゲンライチョウにとって大変な損害となる。
カンザス州立大学による無線遠隔測定法の研究において、ほとんどのメスは、配電線の4分の1マイル以内と舗装された道路の3分の1マイル以内では、巣を作らず、雛を育てようとしないことがわかった。
またテレビ塔や農地の近くでも、コミュニケーションを避けることがわかっている。
ボトルネック効果の後、人間による個体数の管理によって、ソウゲンライチョウの遺伝的変異と遺伝的多様性の喪失が引き起こされた。

## ギャラリー
- アメリカイリノイ州のレック（集団求愛場）におけるディスプレイ